# د بند
د بَند (انگلیسی: The Band) گروه موسیقی روتس راک آمریکایی-کانادایی متشکل از ریچارد مانوئل (پیانو، خوانندگی)، گارت هادسون (کیبورد)، لیون هلم (درامز، خوانندگی)، رابی رابرتسون (گیتار) و ریک دانکو (گیتاربیس، خوانندگی) بود که سال ۱۹۶۴ شکل گرفت.
نام این گروه در سال‌های ۱۹۸۹ و ۱۹۹۴ به ترتیب در «تالار مشاهیر موسیقی کانادا» و «تالار مشاهیر راک اند رول» جای گرفت. همچنین مجلهٔ رولینگ استونز د بند را در رتبهٔ ۵۰ از فهرست «۱۰۰ هنرمند برتر تاریخ» قرار داد. ترانهٔ مشهور گروه با نام «وزن» (The Weight) نیز در رتبهٔ ۴۱ از فهرست ۵۰۰ ترانه برتر تمام اعصار مجله رولینگ استونز جای گرفته‌است.
د بند بر روی گروه‌ها و ترانه‌نویس‌های زیادی مانند اریک کلپتون، جرج هریسون، التون جان، لد زپلین، الویس کاستلو، پینک فلوید، گریت‌فول دد، کرازبی و فیش تأثیر گذاشته‌است. راجر واترز عضو گروه پینک فلوید نخستین آلبوم گروه، Music From Big Pink را دومین آلبوم تأثیر گذار تاریخ راک اند رول دانست.